# アメリカ沿岸警備隊総司令官
アメリカ沿岸警備隊総司令官 (アメリカえんがんけいびたいそうしれいかん、英語: Commandant of the Coast Guard)は、アメリカ沿岸警備隊における最高位の軍人（制服組）の地位である。総司令官は、沿岸警備隊准将以上の階級を持つ沿岸警備隊士官の中から大統領が上院の承認を得て任命する。
総司令官を補佐する役職として、沿岸警備隊副司令官(英語: Vice Commandant of the Coast Guard)が置かれる。また沿岸警備隊副司令官の下に2人の管区司令官(太平洋管区及び大西洋管区)及び2人の沿岸警備隊総司令官代理(作戦担当及び任務支援担当)が置かれている。なお、2003年に国土安全保障省が置かれる前は、沿岸警備隊は運輸省(運輸長官)の下に(1966年から2003年)、更に以前は財務省(財務長官)の下に(1790年から1966年)置かれていた。

## 歴史
沿岸警備隊総司令官の役職は、沿岸警備隊の兵科士官と技術士官の階級を定めた1923年の法律に最初に登場した。1923年以前は、沿岸警備隊の指揮官としてCaptain-commandant(総司令官たる大佐)という階級が置かれていた。このCaptain-commandant(総司令官たる大佐)の階級は1908年に税関監視艇部 (United States Revenue Cutter Service) に置かれたものであり、税関監視艇部長がその階級にあった。なお、初代の沿岸警備隊総司令官であるレオナード・シェパード大佐は、沿岸警備隊の前身である税関監視艇局長(Chiefs of the Revenue Marine Bureau)の役職にあった当時からCaptain-commandant(総司令官たる大佐)の階級を受けたことはない。沿岸警備隊総司令官として最初にCaptain-commandant(総司令官たる大佐)の階級を与えられたのは1905年に3代目として就任したワース・ロス大佐であり、1908年に与えられた。なおこの時、ロス大佐の前任者であり、既に退役していたチャールズ・シューメーカー大佐にもCaptain-commandant(総司令官たる大佐)の階級が与えられた。初代のレオナード・シェパード大佐は、1908年当時、既に死亡していたためCaptain-commandant(総司令官たる大佐)の階級が贈られることはなかった。

## 統合参謀本部における地位
アメリカ沿岸警備隊は、アメリカ軍の6個の軍種の一つとされるが、他軍種の参謀総長等(アメリカ陸軍参謀総長、アメリカ海兵隊総司令官、アメリカ海軍作戦部長、アメリカ空軍参謀総長、アメリカ宇宙軍作戦部長)と異なり、統合参謀本部のメンバーではない。しかしながら総司令官は法令により、他の統合参謀本部メンバーと同じ給与を受け取り、大統領演説中などは上院規則などにおいて連邦議会内では事実上統合参謀本部メンバーとして扱われる。また他軍種の参謀総長等と異なり、総司令官は沿岸警備隊の作戦と運用の両面にかかる権限を保持している。従って、ゴールドウォーター＝ニコルズ法により陸軍、海兵隊、海軍、空軍、宇宙軍の作戦に関する指揮系統は、大統領から国防長官を経て各統合軍司令官に伝達されるが、沿岸警備隊の場合は、大統領から国土安全保障長官(戦時において海軍省に編入されている場合は、海軍長官)を経て直接総司令官に伝達される。

## 税関監視艇局長
税関監視艇局長(Chiefs of the Revenue Marine Bureau)は、それまで各地の税関長の指揮下にあった監視艇部隊の指揮系統を一括的に管理した。
- アレクサンダー・フレイザー(Alexander V. Fraser)大佐(税関監視艇局)、1843年-1848年
- リチャード・エヴァンス(Richard Evans)大佐(税関監視艇局)、1848年-1849年

1849年に税関監視艇局が解散になると、1869年に再度設置されるまでの間、税関監視艇部隊は再び税関長の指揮下に戻った。
- ブロートン・デヴェリュー(N. Broughton Devereux)、1869年–1871年
- サムナー・キンボール(Sumner I. Kimball)、1871年–1878年
- エズラ・クラーク(Ezra Clark)、1878年–1885年
- ピーター・ボネット(Peter Bonnett)、1885年–1889年

## 歴代総司令官
沿岸警備隊総司令官は、税関監視艇局(Revenue Marine Bureau)が沿岸警備隊に改組された時から現職のリンダ・L・フェイガン沿岸警備隊大将まで27人が任命されている。
| 代   | 写真 | 指名                                              | 階級                                 | 就任日         | 退任日        |
| ---- | ---- | ------------------------------------------------- | ------------------------------------ | -------------- | ------------- |
| 1    |      | レオナード・シェパード (Leonard G. Shepard)       | 大佐(Captain)                        | 1889年12月14日 | 1895年3月14日 |
| 2    |      | チャールズ・シューメーカー (Charles F. Shoemaker) | 大佐(Captain)                        | 1895年3月19日  | 1905年3月27日 |
| 3    |      | ワース・ロス (Worth G. Ross)                      | 総司令官たる大佐(Captain-commandant) | 1905年4月25日  | 1911年4月30日 |
| 4    |      | エルスワース・ベルトルフ (Ellsworth P. Bertholf)  | 代将(Commodore)                      | 1911年6月19日  | 1919年6月30日 |
| 5    |      | ウィリアム・レイノルズ (William E. Reynolds)      | 少将(Rear admiral)                   | 1919年10月2日  | 1924年1月11日 |
| 6    |      | フレデリック・ビラード (Frederick C. Billard)     | 少将(Rear admiral)                   | 1924年1月11日  | 1932年5月17日 |
| 7    |      | ハリー・ハムレット (Harry G. Hamlet)              | 少将(Rear admiral)                   | 1932年6月14日  | 1936年6月14日 |
| 8    |      | ラッセル・ウェーシェ (Russell R. Waesche)         | 大将(Admiral)                        | 1936年6月14日  | 1946年1月1日  |
| 9    |      | ジョセフ・ファーリー (Joseph F. Farley)           | 大将(Admiral)                        | 1946年1月1日   | 1950年1月1日  |
| 10   |      | マーリン・オニール (Merlin O'Neill)               | 中将(Vice admiral)                   | 1950年1月1日   | 1954年6月1日  |
| 11   |      | アルフレッド・リッチモンド (Alfred C. Richmond)   | 大将(Admiral)                        | 1954年6月1日   | 1962年6月1日  |
| 12   |      | エドウィン・ローランド (Edwin J. Roland)          | 大将(Admiral)                        | 1962年6月1日   | 1966年6月1日  |
| 13   |      | ウィラーﾄﾞ・スミス (Willard J. Smith)             | 大将(Admiral)                        | 1966年6月1日   | 1970年6月1日  |
| 14   |      | チェスター・ベンター (Chester R. Bender)          | 大将(Admiral)                        | 1970年6月1日   | 1974年6月1日  |
| 15   |      | オーウェン・サイラー (Owen W. Siler)              | 大将(Admiral)                        | 1974年6月1日   | 1978年6月1日  |
| 16   |      | ジョン・ヘイズ (John B. Hayes)                    | 大将(Admiral)                        | 1978年6月1日   | 1982年5月28日 |
| 17   |      | ジェームズ・グレイシー (James S. Gracey)          | 大将(Admiral)                        | 1982年5月28日  | 1986年5月30日 |
| 18   |      | ポール・ヨスト・ジュニア (Paul A. Yost Jr.)       | 大将(Admiral)                        | 1986年5月30日  | 1990年5月31日 |
| 19   |      | ウィリアム・キメ (J. William Kime)                | 大将(Admiral)                        | 1990年5月31日  | 1994年6月1日  |
| 20   |      | ロバート・クラメック (Robert E. Kramek)           | 大将(Admiral)                        | 1994年6月1日   | 1998年5月30日 |
| 21   |      | ジェームズ・ロイ (James Loy)                      | 大将(Admiral)                        | 1998年5月30日  | 2002年5月30日 |
| 22   |      | トーマス・コリンズ (Thomas H. Collins)            | 大将(Admiral)                        | 2002年5月30日  | 2006年5月25日 |
| 23   |      | サド・アレン (Thad W. Allen)                      | 大将(Admiral)                        | 2006年5月25日  | 2010年5月25日 |
| 24   |      | ロバート・パップ・ジュニア (Robert J. Papp Jr.)   | 大将(Admiral)                        | 2010年5月25日  | 2014年5月30日 |
| 25   |      | ポール・フューチャー (Paul F. Zukunft)            | 大将(Admiral)                        | 2014年5月30日  | 2018年6月1日  |
| 26   |      | カール・シュルツ (Karl L. Schultz)                | 大将(Admiral)                        | 2018年6月1日   | 2022年6月1日  |
| 27   |      | リンダ・L・フェイガン (Linda L. Fagan)            | 大将(Admiral)                        | 2022年6月1日   | 2025年1月21日 |
| 代行 |      | ケヴィン・ランデー (Kevin Eugene Lunday)          | 大将(Admiral)                        | 2025年1月21日  | 現職          |